# Reina de corazones
Queen of Hearts és una sèrie de televisió americana produïda per Joshua Mintz i Aurelio Valcárcel Carroll per a NBC. Aquesta sèrie de televisió no ha estat traduïda al català. La sèrie és protagonitzada per Paola Núñez com a Reina, Eugenio Siller com a Nicolás, Laura Flores com a Sara, Juan Soler com a Víctor i Catherine Siachoque com a Estefanía.